# Bidon
Bidon é uma comuna francesa na região administrativa de Auvérnia-Ródano-Alpes, no departamento de Ardèche. Estende-se por uma área de 28,93 km². Em 2010 a comuna tinha 249 habitantes (densidade: 8,6 hab./km²).